# Diekirch
Diekirch (en luxemburgués, Dikrech) es una comuna de Luxemburgo situada en el cantón homónimo. Tiene una población estimada, a inicios de 2023, de 7295 habitantes.
Es conocida por la cervecería del mismo nombre, pero también es una ciudad guarnición, ya que allí se encuentra el único cuartel militar de Luxemburgo.